# Resident Evil: The Final Chapter
Resident Evil: The Final Chapter (titulada: Resident Evil: El capítulo final en España y Resident Evil: Capítulo final en Hispanoamérica) es una película de 2017 de ciencia ficción y acción escrita y dirigida por Paul W. S. Anderson. Es la secuela de Resident Evil: Retribution (2012) y es la sexta y última película de la saga de Resident Evil, de la que está basada libremente en Resident Evil de Capcom. Los protagonistas de la película son: Milla Jovovich, Ali Larter, Shawn Roberts, Ruby Rose, Eoin Macken, William Levy y Iain Glen.
Se estrenó el 23 de diciembre de 2016, en Japón y el 27 de enero de 2017 en Estados Unidos en 2D, 3D E IMAX 3D. La película recibió críticas mixtas y ha recaudado un total $312 millones en todo el mundo.

## Argumento
Alice (Milla Jovovich) explica el origen del virus-T. Años atrás el Dr. James Marcus (Mark Simpson) quería crear una cura para su hija Alicia Marcus (Ever Anderson), que sufría de Progeria, una enfermedad que causa el envejecimiento acelerado durante la infancia. Marcus creó una cura dentro de la Corporación Umbrella, pero pronto fue traicionado por su colega, el Dr. Alexander Isaacs (Iain Glen), después que Marcus quisiera cerrar el programa al ver los efectos devastadores del virus. Isaacs, al no poder convencer a Marcus de usar el virus-T para fines militares, ordenó a Albert Wesker (Shawn Roberts) que lo asesinara, convirtiéndose así en el tutor legal de Alicia y la mayor autoridad de la compañía. Isaacs posteriormente creó y programó a la Reina Roja a semejanza de Alicia. Después que el Virus-T escapó del complejo La Colmena y se propagó por Raccoon City, Estados Unidos destruyó la ciudad para intentar detener la infección, pero tras unos días todo el planeta estaba infectado.
Finalmente, como se muestra durante el desenlace de Retribution, Wesker cambia de bando al ver que los planes de la Reina Roja incluían la extinción de la humanidad y organizó a los sobrevivientes para luchar en Washington D. C., incluidos Alice, Becky Abernathy, Leon S. Kennedy, Jill Valentine y Ada Wong; sin embargo nadie sospechó que en realidad todo era una trampa organizada por Wesker para destruir en un solo lugar a todos los opositores de Umbrella.
Alice se despierta en las ruinas de la Casa Blanca, comprendiendo que es la única sobreviviente (dando a entender que Leon, Jill, Ada y Becky han muerto). Tras combatir contra algunos monstruos, es contactada por la Reina Roja quien le pide ayuda; la computadora desea que Alice robe de Umbrella un antivirus que, de ser liberado en el aire, se expandirá por todo el mundo destruyendo el virus-T y a todos los seres que ha creado. Para hacerlo, debe regresar a La Colmena en Raccoon City y robarlo desde el laboratorio desde donde se propagó inicialmente, pero solo tiene 48 horas ya que es el tiempo que falta para que Umbrella inicie un procedimiento de exterminio para acabar con los últimos 4,472 humanos restantes en el mundo. Alice desconfía, pero la Reina Roja le recuerda que, al contrario a lo que dijo Wesker, desde el primer momento y a pesar de la diferencia de sus métodos, ambas han tenido el mismo objetivo: erradicar el virus-T y llevar seguridad al mundo, pero ahora la Reina Roja es incapaz de llevar a cabo esto ya que su programación le impide oponerse a los altos mandos de Umbrella, por lo que necesita que Alice actúe en su lugar.
Alice comienza una frenética carrera para cruzar el país a tiempo, pero en la ruta es emboscada y capturada por una caravana de soldados de Umbrella dirigidos por el doctor Isaacs, quien expresa un retorcido fanatismo religioso que demuestra que su cordura está trastocada. Este le explica que sigue vivo ya que los que ella ha conocido previamente eran solo clones creados para ejecutar ciertas labores e ignorar que no eran el original, ya que así actuarían de forma más convincente. El plan del doctor es pastorear a millones de zombis y conducirlos hasta los últimos humanos para que los erradiquen. Pronto Alice se libera, le amputa una mano a Isaacs y huye tras matar a los soldados.
Cuando Alice llega a Raccoon City es capturada por un grupo de sobrevivientes dirigidos por Claire Redfield (Ali Larter); ésta le explica que Umbrella la capturó cuando El barco Arcadia fue atacado, pero logró liberarse, mató al piloto y se estrelló en Racoon City. Claire, junto a su novio Doc (Eoin Macken), dirigen a los refugiados. Tras ponerlos al tanto de la situación les habla del antivirus y la horda de zombis que se dirige hacia ese lugar, por lo que los organiza para repeler a los monstruos y soldados. Claire acepta ayudarla a entrar a La Colmena, pero reconoce que no le agrada esta solución ya que implica sacrificar a su amiga, quien debe sus poderes al virus-T. Alice a su vez le advierte que debe sospechar de sus compañeros, ya que cuando llegó un atacante anónimo le disparó, lo que le hace sospechar que alguien del grupo trabaja para Umbrella.
Wesker, desde una sala de mando en La Colmena, comunica al doctor que su informante le ha dado la ubicación de Alice en Raccoon City por lo que este se dirige allí, mientras los sobrevivientes se preparan. Cuando Isaacs entra a la ciudad es atacado por las tropas rebeldes y en una dura lucha el grupo de Claire logra derrotar a los soldados, atrapar y quemar a los zombis, aunque Isaacs escapa. En paralelo, descubren que una segunda horda mucho más grande se acerca, por lo que deciden apresurarse a entrar en La Colmena. 
Mientras los sobrevivientes se dirigen a la entrada de La Colmena, Wesker libera perros mutados de los que apenas logra huir la mayoría. Al llegar a la entrada, la Reina Roja explica a Alice la razón de su traición. Se revela que alguien le mostró una grabación en vídeo de los ejecutivos de Umbrella, incluyendo Isaacs, hablando del fin del mundo y que la Corporación Umbrella había liberado el virus-T a propósito con el fin de limpiar el mundo, salvar a los ricos y poderosos con cápsulas criogénicas en La Colmena, y posteriormente reconstruir el mundo a su conveniencia. La Reina Roja, aunque está programada para no lastimar a ningún miembro de Umbrella, también fue programada para valorar la vida humana, por lo que pidió ayuda a Alice con el fin de detener a Isaacs. La Reina Roja también les confirma que un miembro de su equipo es un espía de Umbrella aunque desconoce su identidad.
A medida que entran, las defensas, trampas y criaturas de la Colmena acaban uno a uno con todos los humanos excepto con Claire, quien acaba extraviada, Alice y Doc, quienes han colocado explosivos mientras avanzaban hasta llegar al centro de mando de la Colmena desde donde Wesker los vigilaba. Allí se encuentran con el genuino doctor Isaacs, quien dormía criogénicamente y fue despertado para verla. Mientras, Doc amenaza a Alice con su arma y reconoce ser el espía de Umbrella. Claire es llevada allí capturada por Wesker. Aparece también Alicia Marcus, la otra líder de la Corporación Umbrella e hija del Dr. Marcus, quien por su padecimiento presenta ahora el aspecto de una anciana, pero aun así es evidente que ella y Alice son idénticas. 
Se revela que Alice es un clon de Alicia, lo que explica su carencia de recuerdos de la infancia. Isaacs también revela sus planes para derrocar a Alicia como el líder de la Corporación Umbrella, ya que ella nunca ha aprobado las actividades de la empresa y desea detenerlo, aunque no tiene los medios ni influencias para ello. Sin embargo, Alicia aprovecha que es el socio mayoritario de Umbrella y por tanto técnicamente el jefe con más autoridad, por lo que ordena el despido inmediato de Wesker. Esto permite que la Reina Roja lo ataque al no estar protegido ya por las restricciones en su programación y así amputa sus piernas con una puerta automática. Doc intenta disparar a Alice, pero descubre que su arma está vacía y es asesinado por Claire; Alice había razonado que el traidor sobreviviría ileso hasta el final, por lo que al ver que Doc no había muerto le dio un arma descargada.
Alentados por las palabras de Alicia, Alice y Claire luchan con Isaacs, quien lleva consigo el antivirus, pero éste ha reforzado su cuerpo y cerebro con implantes que le permiten detectar, predecir y contrarrestar movimientos de combate por lo que las mujeres no son capaces de hacerle frente al punto que Claire es queda fuera de combate seriamente herida y Alice pierde los dedos de una mano. Alice detona una granada en el bolsillo de Isaacs, causando una explosión que lo lesiona gravemente. Tras esto recupera el antivirus y sale de la colmena sin saber que los implantes de Isaacs lo están reconstruyendo y reanimando. Mientras trata de liberar el antivirus, Isaacs, aún con vida, la detiene, pero el clon de la mano amputada lo mata antes de ser devorado por los zombis. Con unos pocos segundos de margen, Alice libera el antivirus, acabando con todos los zombis y presumiblemente consigo misma. Las bombas colocadas dentro de la colmena explotan, matando a Alicia, Wesker y a todos los criogenizados.
Claire despierta más tarde a Alice, descubriendo que sigue con vida. La Reina Roja explica que aunque Alice estaba infectada, el virus sólo actuaba como un refuerzo y no dependía de él para vivir, por lo que el antivirus solo limpió su cuerpo y ahora es un humano normal. Más tarde, la Reina Roja, siguiendo el último deseo de Alicia, descarga en el cerebro de Alice un respaldo de sus recuerdos de la infancia, de esta forma ambas estarán vivas en un solo cuerpo, Alice tendrá por fin un pasado y Alicia un futuro en un cuerpo sano.
Alice se marcha en una motocicleta indicando que, aunque había logrado liberar el antivirus, podría tardar años en dispersarse hasta el último rincón del planeta y matar a todos los organismos infectados, por lo que mientras todavía exista el virus-T en alguna parte del planeta, su trabajo no ha terminado. La película finaliza con Alice llegando a Nueva York mientras es perseguida por los kipepeo.

## Reparto
- Milla Jovovich como Alice: La exoficial de seguridad de la Corporación Umbrella, que ha sido capturada por los científicos de Umbrella después de la contaminación de la colmena y en quien se realizaron experimentos con el Virus-T que se ha extendido en el aire por todo el mundo. Alice se ha unido con el virus a nivel celular, otorgándole habilidades sobrehumanas, jurando venganza contra la muerte de sus aliados, que la ayudaron, también el trazado de poner fin a la traición de Umbrella, para la última batalla de la humanidad por la supervivencia. Más tarde se reveló ser un clon de Alicia Marcus y que había sido creada por Umbrella.
- Ali Larter como Claire Redfield: aliada de Alice, que anteriormente condujo el convoy de sobrevivientes en el desierto de Nevada y también había desaparecido junto con su hermano, Chris Redfield y su amiga K-Mart, después que Umbrella atacó el barco Arcadia.
- Shawn Roberts como Albert Wesker: empleado de Umbrella que es leal al Dr. Isaacs, que traicionó a Alice, una vez más, en Washington D. C. después del evento de la película anterior. Al final, muere en la explosión de la colmena.
- Fraser James como Razor: un sobreviviente que ayuda a Alice y los demás en la colmena, y más tarde es asesinado por el arma biológica.
- Rola como Cobalt: un sobreviviente que también se une al asalto en Umbrella, y más tarde es asesinada por los no-muertos mientras bloqueaba la puerta para tener suficiente tiempo para Alice, que tiende una trampa para eliminar a los zombis.
- Ruby Rose como Abigail: una sobreviviente presa que también se une a Alice en la colmena, y más tarde es asesinada por un ducto gigante de ventilación cargado por Wesker.
- Eoin Macken como Doc: la pareja de Claire y un espía renegado que trabaja para Umbrella y asignado por Isaacs a encontrar a Alice, que más tarde es asesinado por Claire Redfield en la colmena.
- Iain Glen como Dr. Isaacs: renegado del CEO de la Corporación Umbrella que previamente fue muerto por Alice, que ha llevado a la empresa y también planear la destrucción de toda la humanidad. Isaacs es asesinado por uno de sus propios clones.
- William Levy como Christian: el sobreviviente líder que dirigió el asalto a Umbrella y en desacuerdo con Alice, y más tarde es asesinado por los perros mutados en el camino hacia la colmena.
- Lee Joon Gi como Chu: jefe de seguridad y el segundo al mando de Umbrella.
- Mark Simpson como James Marcus: fundador original de la Corporación Umbrella, descubridor del virus-T, para salvar a su hija, Alicia (de niña), que se estaba muriendo por un envejecimiento prematuro. Es asesinado por Wesker a orden de Isaacs, por querer cerrar el programa al ver los efectos devastadores del virus, que fue al inicio de la película.
- Ever Anderson como Reina Roja/Alicia Marcus: líder actual de la Corporación Umbrella e hija del fallecido Marcus. Ayuda a su clon Alice a detener los planes de Isaacs y acabar con Umbrella, y al final muere en la explosión con Wesker y todos los ricos y poderosos con cápsulas criogénicas en la colmena.

## Producción

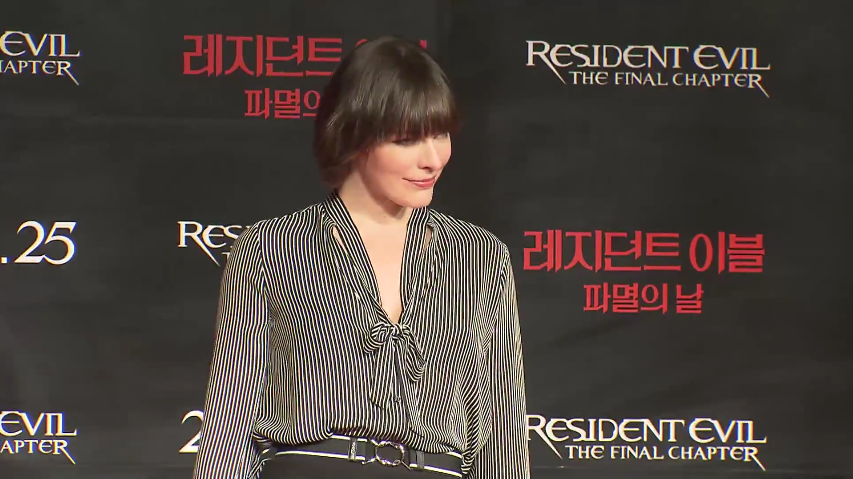
La actriz Milla Jovovich en 2017.

El director Paul W.S. Anderson declaró en una entrevista a mediados del año 2013 que su plan original era producir y escribir la quinta y sexta entrega pero que no las iba a dirigir para centrarse en otros proyectos, sin embargo, dirigió la quinta película y, a principios del año 2014 afirmó que posiblemente él mismo dirigiría la sexta película. En ese mismo momento declaró que, como es una franquicia que económicamente le va muy bien en taquilla y que los ejecutivos de Sony Pictures están contentos con su trabajo, él empezaría a escribir una sexta película y que tendría una interesante idea para el desarrollo de la historia. Milla Jovovich reveló que ella tendría la intención de protagonizar una sexta entrega de la franquicia. 
Paul W. S. Anderson fue confirmado para dirigir, producir y escribir la sexta película de la serie y declaró que va a ser la última película de la franquicia ya que Sony Pictures "cederá los derechos" a finales del año 2017 para reiniciar la saga "desde cero" mediante una serie de televisión. Según Anderson la película se titula tentativamente como Resident Evil: The Final Chapter y sería completamente filmada en 3D e IMAX. También afirmó que Milla Jovovich y Li Bingbing repetirían sus respectivos papeles de Alice Abernathy y Ada Wong. La filmación fue programada para comenzar en Sudáfrica en septiembre del 2014, pero se retrasó hasta el verano de 2015 debido al embarazo de Milla Jovovich. A finales del año 2014, Jovovich confirmó por su Twitter que la producción de la película comenzaría en agosto de 2015 si las cosas marchaban bien.
El 15 de julio de 2015, Milla Jovovich publicó una imagen en su Instagram preparándose para comenzar la producción en Ciudad del Cabo, Sudáfrica, El 3 de agosto de 2015 se confirmó que Ali Larter estaría de vuelta para la secuela, cuatro días más tarde se confirmó la ausencia de los protagonistas de la saga Jill Valentine interpretado por Sienna Guillory, Chris Redfield interpretado por Wentworth Miller y Leon S. Kennedy interpretado por Johann Urb por problemas de agenda de los actores (En la película se da a entender que Chris murió en el ataque de Arcadia, y que Leon, Jill y Ada fueron asesinados por Wesker al final de Retribution) y por eso hubo una rápida reescritura del guion original de la película que tardo menos de 15 días, a finales del mes de agosto se anunció que Iain Glen volvería como el Dr. Alexander Isaacs y que Shawn Roberts volvería como Albert Wesker, también se confirmó la presencia de Ruby Rose, Eoin Macken, William Levy, Fraser James, Rola y a Lee Jun Ki para completar el reparto definitivo de la nueva entrega y última de la franquicia.

### Rodaje
El rodaje de la película oficialmente comenzó el 18 de septiembre del 2015, en Ciudad del Cabo, Sudáfrica y se terminó de rodar el día 10 de diciembre de 2015 en las afueras de la capital del país, pero debido a decisiones ejecutivas la película llegará a finales del mes de enero del 2017 debido a que en el 2016 habrá muchas películas que apuntarían a tener mucho más recaudación en taquilla y eso pudiese perjudicar a esta última película de la saga en recaudación monetaria, estas palabras fueron dichas por Jeremy Bolt y Don Carmody que son los productores de la película.
Durante la filmación la doble de Milla Jovovich sufrió un accidente mientras se realizaba una escena de acción en motocicleta quedando en estado de coma. Actualmente se está recuperando. También cabe destacar que un asistente de filmación de la película falleció debido a que hubo un accidente inesperado en un escenario de la película ligada con la iluminación en la que los restos del equipo cayeron sobre el hombre matándolo instantáneamente.

## Tráiler
El 9 de agosto del 2016 se estrenó en el canal oficial de Sony Pictures el tráiler oficial de la película y posteriormente se reveló el póster oficial de la cinta protagonizada por Milla Jovovich en donde nos mostraba el regreso de Alice a la caótica Racoon City para enfrentar por última vez a la Corporación Umbrella.

## Lanzamiento
Sony primero anunció que se estrenaba 12 de septiembre de 2014 antes de retrasarla durante dos años. La película fue estrenada en Japón el 23 de diciembre de 2016, y en Norteamérica el 27 de enero de 2017, por Screen Gems.